# أقبلي
أقبلي بلدية من بلديات ولاية أدرار. تقع اقبلي في أقصى الجنوب يحدها شمالاً أولف وجنوبا أينغر وشرقاً تيط وغرباً رقان.
بلدية أقبلي انبثقت عن التقسيم الإداري الأخير سنة 1984م وتبعد عن مقر الولاية أدرار بـحوالي 300كم وعن الدائرة أولف بـحوالي 60كم.

## نبذة تاريخية
كانت تعرف قديما باٍسم دابدر وتعني في لغة البربر الهدية أي بلسان أهل المنطقة الغيبة وهي ما يقدمه كل قادم من السفر بعد غياب طويل إلى أهله وعشيرته أو جيرانه أو معارفه وهي عادة قديمة متجذرة في تقاليد المنطقة وتعرف في لسان العرب بـ(هدية السرور) ويطلق هذا الاسم على بئر يوجد بقصر المنصور أي المكان الذي كانت تقسم فيه الهدايا

## الثقافة
تعرف أقبلي منذ القدم بتعدد علمائها ومكتباتها الذاخرة بمخطوطات في شتى العلوم اندثر الكثير منهم في الكوارث الطبيعية التي مست البلدة لا سيما في 1975، كما أنها غنية بالتراث الثقافي والمعالم السياحية الجميلة.و نذكر على سبيل المثال منطقة سيدي محمود 

## قصور المنطقة (قراها)
- قصر دابدر سنة 652 هـ
- أركشاش سنة 683 هـ
- الزاوية سنة 1137 هـ
- ساهل سنة 722 هـ
- المنصور سنة 727 هـ
- القرية المندثرة(أترام) سنة 701 هـ

## القطاع التربوي
تحتوي بلدية أقبلي على:
- إكمالية تم افتتاحها في الموسم الدراسي 2001/2002 بعد ما كان التلاميذ في هذا الطور يلتحقون باولف للطوين المتوسط والثانوي
- ثلاثة مدارس ابتدائية وهي:
  - ابتدائية العربي بن مهيدي بأركشاش: تعتبر من أقدم المدلرس على مستوى البلدية حيث بنيت في العهد الفرنسي وكانت تضم كل تلاميذ قصور البلدية، أفتتحت سنة 1959م.
  - ابتدائية محمد المقراني بساهل: تعتبر ثاني مدرسة تم افتتاحها سنة 1965م
  - مدرسة محمد أبي نعامة بالزاوية: هي ثالث مدرسة تم افتتاحها في:01/10/1973م.

د.ساسي